# Pareutetrapha sylvia
Pareutetrapha sylvia là một loài bọ cánh cứng trong họ Cerambycidae.